# Walter Ackermann (Politiker)
Walter Ackermann (* 15. November 1890 in Herisau; † 31. Januar 1969 ebenda; heimatberechtigt in Obstalden, ab 1929 in Herisau) war ein Schweizer Textilunternehmer, Kantonsrat, Landammann und Ständerat aus dem Kanton Appenzell Ausserrhoden.

## Leben
Walter Ackermann war ein Sohn von Friedrich Ackermann, Landwirt, und der Maria Tanner. Im Jahr 1921 heiratete er Maria Helene Müller, Tochter von Hermann Müller, Direktor der AG Cilander, Herisau. Er besuchte die Handelsabteilung der Kantonsschule St. Gallen und studierte er zwei Semester in Lausanne. Ackermann absolvierte eine kaufmännische Lehre in einem Stickerei-Handelshaus in St. Gallen. Er bildete sich in London, Paris und Zürich weiter. 1918 übernahm Ackermann die Leitung der Ausrüstwerke Locher & Compagnie AG in Herisau und Schönengrund. Diese vereinigte er mit der 1926 zugekauften Appretur Meyer & Compagnie in Herisau zur AG Ausrüstwerke Steig, einem der führenden Textilunternehmen der Ostschweiz.
Seine politische Laufbahn begann Ackermann als Gemeinderat in Herisau in den Jahren 1926 bis 1930. In Appenzell Ausserrhoden sass er von 1930 bis 1931 und ab 1948 bis 1957 im Kantonsrat. Von 1931 bis 1948 gehörte er dem Regierungsrat an und leitete die Erziehungs- und Militärdirektion. Dem Regierungsrat stand er von 1933 bis 1936, ab 1939 bis 1942 und von 1945 bis 1948 als Landammann vor. Ackermann war massgeblich verantwortlich für die kantonale Schulordnung, die Verbesserung der Position der Lehrerschaft sowie für ein Kantonalbankgesetz. In der Zwischenkriegszeit prägte er die wenig innovative und kaum investitionsfördernde Politik der Kantonalbank. Ackermann gehörte der Bundesversammlung als freisinniger Ständerat von 1935 bis 1963 an. Im Jahr 1947 war er Ständeratspräsident. In der Bundesversammlung wirkte er in beinahe allen ständigen und in vielen Spezialkommissionen mit, oft als deren Präsident. Von besonderer Bedeutung war seine Tätigkeit in der Vollmachtenkommission, der Zolltarifkommission sowie als Vorsitzender der Kommission für auswärtige Angelegenheiten ab 1955 bis 1958. In dieser Funktion verurteilte er den sowjetischen Einmarsch in Ungarn energisch. Engagiert setzte er sich für die Interessen seiner Heimat ein, vor allem für die Anliegen der Textilindustrie sowie gegen Landflucht und Verstädterung. Er war im Vorstand der Ausserrhoder Freisinnig-Demokratischen Partei (FDP). Von 1931 bis 1965 war er Mitglied der Kantonalbankverwaltung. Diese präsidierte er von 1934 bis 1965. Von 1948 bis 1959 war er Präsident der Appenzeller Bahn. Er hatte Mandate im Verwaltungsrat der Nationalbank, der Rentenanstalt, der Pro Infirmis und der Schweizerischen Unfallversicherungsanstalt (SUVA). Er war Oberst der Infanterie. Wirtschaftlich eher konservativ, sozial aber aufgeschlossen, suchte der überaus populäre Ackermann stets den Ausgleich und die Verständigung. Er wurde deshalb, obwohl überzeugter Freisinniger, eine Art überparteiliche Persönlichkeit.